# 프레드 아미슨
프레드 아미슨(Fred Armisen, 1966년 12월 4일~)은 미국의 배우이자 희극인이다.
그의 할아버지는 1908년 대한제국 경상남도 울산에서 태어난 박영인이다.

## 필모그래피
시스터 시티(Sister City)에 출연하였다. 2009년 미국 NBC에서 방영된 팍스 앤 레크리에이션의 두 번째 시즌 5번째 에피소드에 출연하였다. 프레드는 모라나의 라울 알레한드로 바스티야 페드로 데 벨로소(Bastilla Pedro de Veloso)로, 보라콰의 다른 공원 관리들과 함께 베네수엘라 포니의 시스터 시티로 향하여, 파니 공원 부서의 레슬리(Amy Poehler), 도나(Retta), 톰(Aziz Ansari)을 방문한다.
베네수엘라 인턴 요니(JC 곤살레스)는 매력적인 에이프릴(오브레이 플라자)과 사랑에 빠진다. 레슬리는 그들을 공개 회의에 데려가서 그들에게 민주주의를 실천하는 것을 보여주지만, 모든 화난 시민들은 레슬리에게 많은 질문을 한다. 라울은 시위자들을 감옥으로 데려갈 무장 경비원들이 어디에 있는지 묻는다. 라울이 레슬리에게 그들이 왕으로 베네수엘라에 살고 있고 그들은 아무에게도 반응하지 않는다고 말하자, 그녀는 분노로 폭발하며 그들의 유니폼과 휴고 차베스에게 모욕감을 준다. 이 에피소드는 에이프릴의 온라인 동영상으로 마무리되는데, 이 동영상은 그녀와 도나가 무장 경호원들의 보호를 받고 있는 베네수엘라 궁에서 조니(JC 곤살레스)와 함께 휴가 중이라는 내용을 담고 있다.

## 출연 작품
- 쥬랜더 리턴즈 - VIP 역
- 레고 닌자고 무비 - 콜 역
- 빌리 진 킹: 세기의 대결 - 리오 블레어 역
- 더 리틀 아워즈
- 밴드 에이드
- 시스터 시티
- 록스타처럼! - 프랭크스 역
- 더 버블
- 슈퍼 마리오 브라더스 - 크랭키 콩 역
- 유니콘 셀마 - 대니 스탤리온 역